# Pholcus phalangioides
Pholcus phalangioides là một loài nhện trong họ Pholcidae. Loài này phân bố ở mọi châu lục.

## Tên đồng nghĩa
- Aranea meticulosa - Fourcroy, 1785
- Aranea phalangoides - Fuesslin, 1775
- Pholcus americanus - Nicolet, 1849
- Pholcus atlanticus - Hentz, 1850
- Pholcus dubiomaculatus - Mello-Leitão, 1918
- Pholcus litoralis - L. Koch, 1867
- Pholcus communis - Piza, 1938
- Pholcus nemastomoides - C. L. Koch, 1837
- Pholcus phalangioides - Walckenaer, 1805

## Hình ảnh

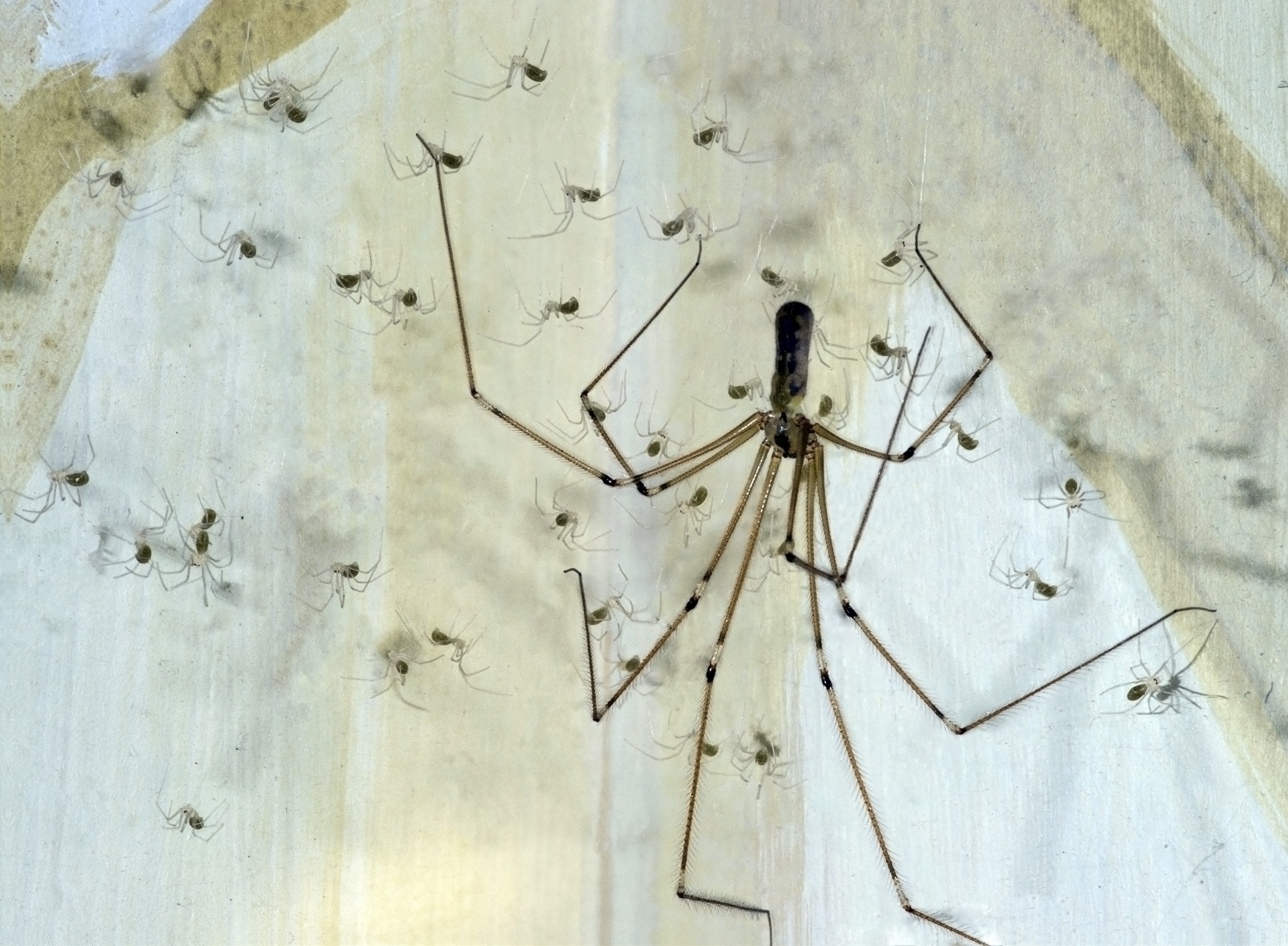
Con cái và các con của nó
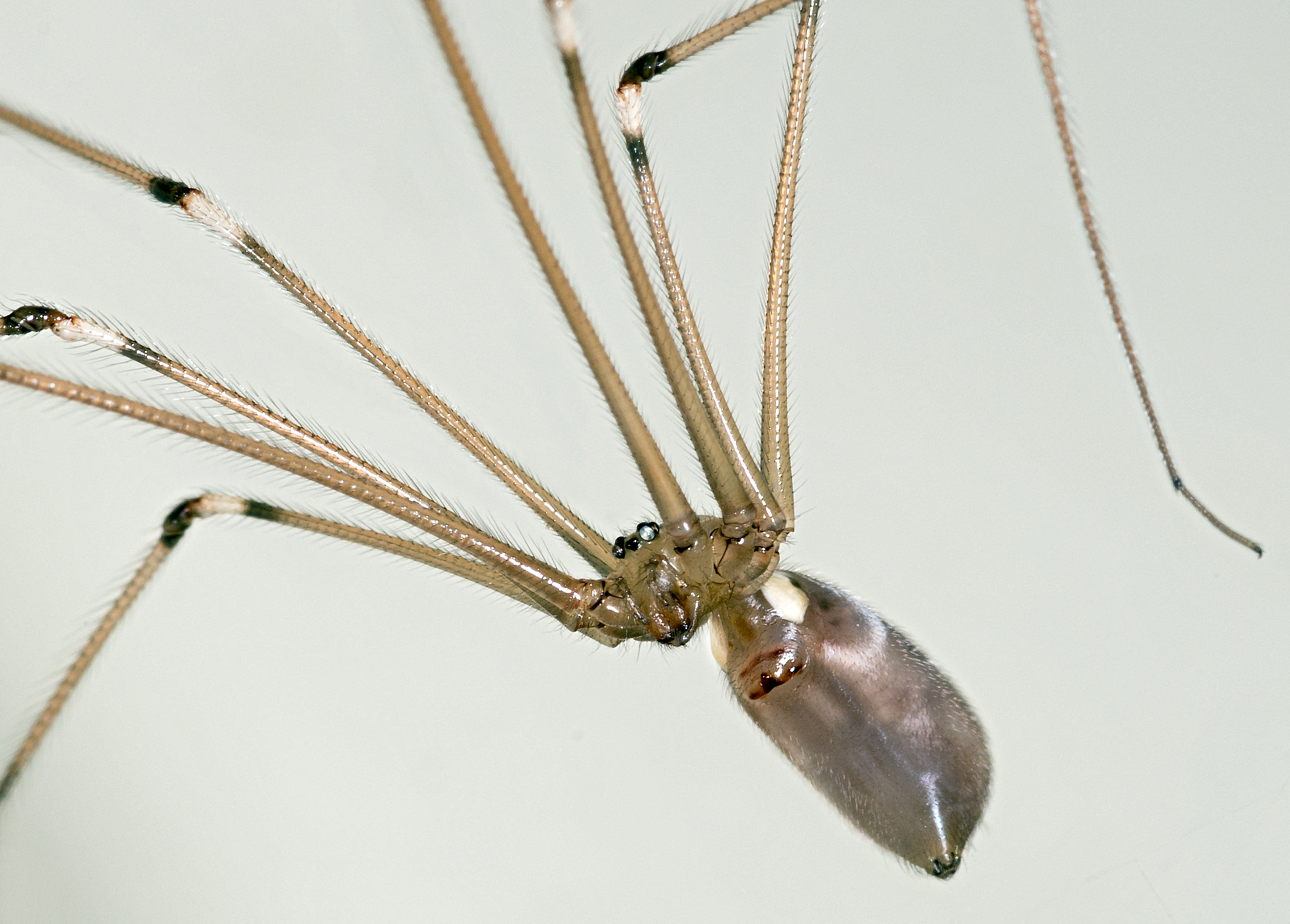
Phía bụng con cái
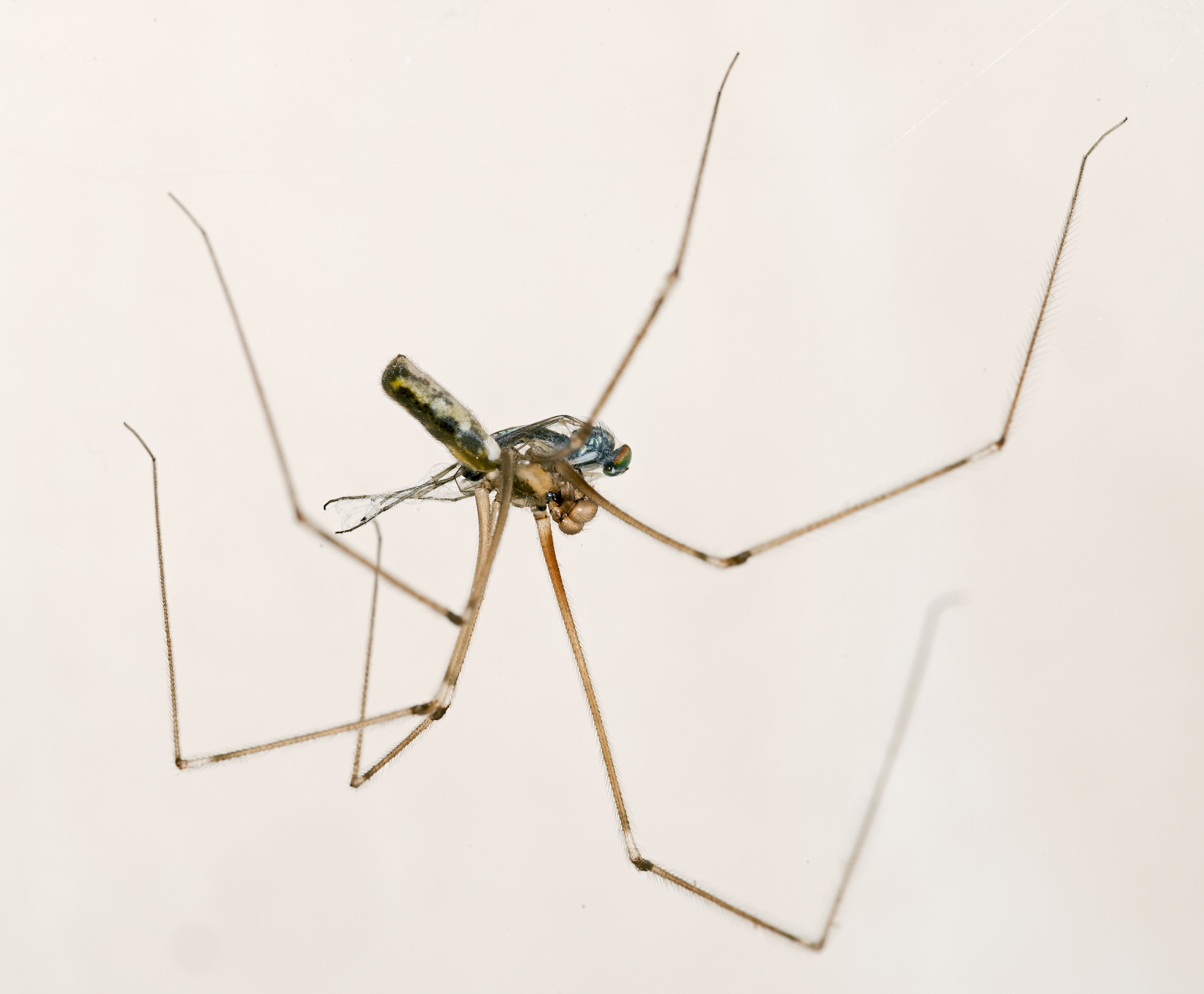
Con đực.